# Trang
Pour la province de Thaïlande, voir Province de Trang.
Trang (thaï ตรัง) est une ville du Sud de la Thaïlande, capitale de la province de Trang.
La plupart des maisons anciennes de Trang, des" compartiments chinois" (shophouse) de la fin du XIXe siècle et du début du XXe siècle de style sino-portugais joliment conservés, sont concentrées dans le centre historique autour des rues Kantang, Sathanee et Ratchadamnoen. 

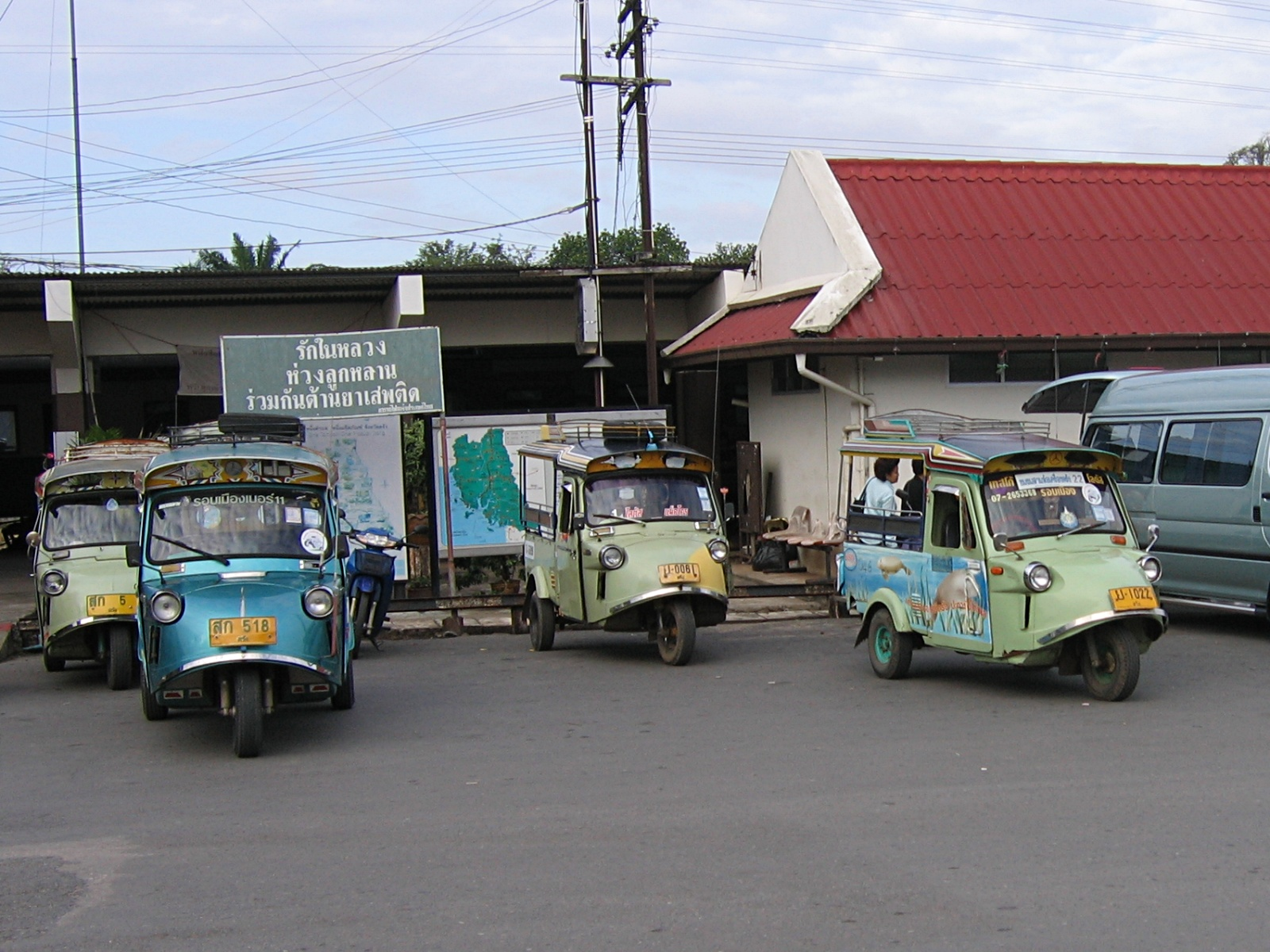
Des tuk-tuks à Trang (2006)

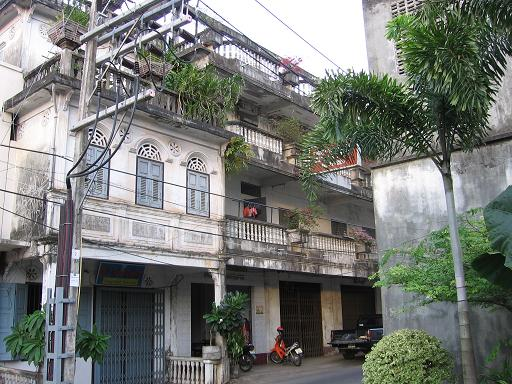
"Compartiments chinois" de style sino-portugais